# Nitroglicerină
Nitroglicerina (cunoscută și sub numele  de trinitrat de glicerină, a nu se confunda cu Trinitrotoluenul – TNT) este o substanță explozivă având formula chimică C3H5(ONO2)3. Este una dintre cele mai puternice substanțe explozive brizante.

## Istoric
Nitroglicerina a fost obținută pentru prima dată în anul 1847 de către medicul și chimistul Ascanio Sobrero din Torino. El a numit-o piroglicerină și s-a speriat de potențialul de distrugere a substanței. O cantitate mică de nitroglicerină i-a distrus eprubeta. În 1867 chimistul suedez Alfred Nobel reușește să producă dinamita, amestecând nitroglicerină cu kieselgur, un pământ poros din schelete de diatomee (specie de alge microscopice). Cel mai puternic exploziv „clasic” a fost produs din nitroglicerină și nitrat de celuloză, în anul 1875, și a fost folosit la săparea tunelului Gotthard Elveția, într-o rocă foarte dură. Nitroglicerina stă la baza explozivilor clasici de azi, înlocuind praful de pușcă.

## Proprietăți
În condiții normale de temperatură și presiune, nitroglicerina este un lichid incolor și inodor cu o solubilitate redusă în apă, având un gust dulceag, care administrat chiar în doze relativ mici provoacă dureri de cap. Punctul de topire variază între 2,8 °C și 13,5 °C în funcție de izomer. Datorită prezenței grupelor nitro- în molecula sa, este o substanță relativ instabilă, care reacționează violent la un aport relativ mic de energie, având o reacție puternic exotermă. Nitroglicerina explodează deja la energia de ciocnire a unui ciocan de 2 kg care cade de la 10 – 12 cm înălțime, lichidul devenind într-un timp scurt gaz, ceea ce duce la o creștere rapidă a volumului.
Proprietăți:
- Punct de topire: 13,2 °C
- Solubilitate în apă: 1500 mg/L la 20 °C
- Presiunea gazelor: 3,5·10-4 mbar la 20 °C
- Viteza de detonație: 6700-8350 m/s
- Densitate: 1,599 g/cm³
- Bombarea recipientului de experiență: 520 ml/10 g
- Sensibilitate la lovire: 0,2 Nm (0,02 kpm)
- Sensibilitate la frecare: până la 36 kp nici o reacție
- Puterea calorica: 6,535 MJ/kg
- Echivalent TNT: 2.0
- Volumul produselor exploziei:720 l/kg

## Utilizare

### Exploziv
Nitroglicerina este un element important în fabricarea explozivilor, însă datorită sensibilității deosebite la acțiuni mecanice, manipularea ei trebuie făcută cu foarte mare atenție. Chimistul suedez Alfred Nobel înlătură acest dezavantaj prin transformarea nitroglicerinei în dinamită. Aceasta explodează numai sub influența unei capsule de fulminat de mercur, iar procentul de 25% kieselgur inactiv reduce capacitatea de explozie a nitroglicerinei. În anul 1875, Nobel amestecă nitratul de celuloză cu nitroglicerina, elaborând astfel gelatina explozivă (blasting gelatine) care consta din 87-93o/o  nitroglicerina si 13-7o/o  nitroceluloza.Ulterior nitroglicerina va fi înlocuită de nitroglicol, acesta având punctul de îngheț mai scăzut, de -22 °C. Datorită punctului de fierbere mai scăzut, nitroglicolul nu este însă utilizat în țările calde. Nitroglicerina este în prezent folosită în cantități mici la mărirea puterii substanțelor explozive pe bază de salpetru.

### Medicină
Prin acțiunea sa vasodilatatoare este folosit la tratarea crizelor de angină pectorală, insuficiență cardiacă și în cazurile acute de infarct cardiac, prin administrare sublinguală. Încă din timpul lui Nobel, nitroglicerina era utilizată sub formă de soluții alcoolice de diferite concentrații, Nobel refuzând însă să fie tratat cu acest medicament.

## Sinteză
- Nitroglicerina se obține prin esterificarea glicerinei cu acid azotic concentrat, în prezența acidului sulfuric concentrat:                                                                                                                                                                                                                                                          :C3H5(OH)3 +  3HNO3   =  C3H5(ONO2)3  +  3H2O

Reacția are loc prin introducerea amestecului de acizi în glicerina răcită, procedându-se astfel deoarece, reacția fiind puternic exotermă, glicerina poate exploda sub însăși influența energiei termice dezvoltate în cursul reacției și adăugarea de HCl. De asemenea este folosită în tratamentul fisurilor anale în compoziție de 0,2 %. Dă rezultate în cazul fisurilor necronice.

## Reacții chimice

### Reacția de descompunere
4 C3H5(ONO2)3 → 12 CO2 + 10 H2O + 6 N2 + O2
Această reacție explică puterea explozivă foarte mare a nitroglicerinei; după cum se observă din 4 mol de nitroglicerină rezultă 29 mol gaze. Temperatura gazelor în urma descompunerii (exploziei) atinge 4110 o C ceea ce creează o presiune enormă în volumul inițial de nitroglicerină.
1. ↑  „nitroglicerină”, nitroglycerin (în engleză), PubChem, accesat în 19 noiembrie 2016